# 碘酸铋
碘酸铋是一种无机化合物，化学式为Bi(IO
3)
3。它的无水物可由硝酸铋和碘酸反应，将所得沉淀溶解在7.8 mol/L硝酸中，70 °C加热挥发结晶得到；二水合物由硝酸铋和碘酸钾或碘酸钠在7 mol/L硝酸中于50 °C挥发结晶得到。它的碱式盐BiOIO3是已知的。